# Становский сельский совет (Тростянецкий район)
Становский сельский совет (укр. Станівська сільська рада) — входит в состав
Тростянецкого района
Сумской области
Украины.
Административный центр сельского совета находится в 
с. Становая
.

## Населённые пункты совета
- с. Становая
- с. Оводовка
- с. Тучное